# It Happened in Monterey
It Happened in Monterey ou It Happened in Monterrey est une chanson de Mabel Wayne (en) (musique) et Billy Rose (paroles) interprétée par Paul Whiteman et son orchestre. Elle a été écrite en 1930 pour le film musical King of Jazz et a ensuite fait l'objet de plusieurs reprises, notamment par le Regent Club Orchestra, George Olsen (en) et Ruth Etting. Puis elle a été oubliée quelque temps jusqu'à ce que Frank Sinatra la reprenne dans son album Songs for Swingin' Lovers ! sorti chez Capitol en 1956 et son album live de 1957 Sinatra '57 in Concert (en).

## Arrière-plan
It Happened in Monterey a été écrit pour le film musical King of Jazz de 1930  dans lequel Paul Whiteman et son orchestre était mis en vedette . La chanson, une valse, a été composée par Mabel Wayne, avec des paroles de Billy Rose ,. La chanson fait référence à la ville de Monterrey dans le « Vieux Mexique » , mais, son titre ayant été mal orthographié, le public l'a associée à la ville de Monterey, en Californie . Dans le film, la chanson est interprétée par John Boles et Jeanette Loff .
Paul Whiteman Orchestra a ensuite enregistré la chanson pour Columbia Records le 21 mars 1930, avec la participation de Jack Fulton . Des solos remarquables pour flûte et piccolo y sont interprétés par Bernie Daly. L'enregistrement a été un succès. D'après Joel Whitburn ce disque aurait atteint la deuxième place des charts en avril 1930 .

## Reprises
La chanson a ensuite été reprise plusieurs fois notamment par George Olsen et Vincent Lopez ,. D'autres versions ont aussi été réalisées par le Regent Club Orchestra sur Brunswick Records et par Ruth Etting . Bing Crosby l'a interprété avec l'orchestre de Whiteman lors d'une représentation au Seattle Civic Auditorium, diffusée en direct dans tout le pays via le Columbia Broadcasting System en avril 1930 . Mel Tormé l'a enregistré avec ses Mel-Tones et Sonny Burke et son orchestre sur le label Musicraft Records en 1946 .
Dans les années 1950, la chanson a perdu en popularité jusqu'à ce qu'elle soit relancée  par Frank Sinatra qui l'interprète dans l'album Songs for Swingin' Lovers! sorti chez Capitol en 1956 sur une orchestration de Nelson Riddle. Le biographe John Frayn Turner écrit : "'It Happened in Monterey'... had never sounded like that before or since ». Spencer Leigh note quant à lui « the looseness of his phrasing in the second chorus ». La chanson figure dans l'album live de 1957 Sinatra '57 in Concert (en) et apparaît également sur le pressage original britannique de Come Fly with Me en remplacement du morceau interdit "On the Road to Mandalay".
Bing Crosby et Rosemary Clooney ont inclus la chanson dans leur album Fancy Meeting You Here (en) de 1958 avec des paroles mises à jour.

## Dans la culture populaire
L'acteur Al Pacino a interprété en play-back la version de Sinatra dans la scène finale du film L'Associé du Diable de 1997 ,.
En 2006, Doug Gamble a utilisé la chanson, en en modifiant les paroles, pour promouvoir la ville de Monterey, en Californie .